# Potentilla simplex
Potentilla simplex är en rosväxtart som beskrevs av André Michaux. Potentilla simplex ingår i Fingerörtssläktet som ingår i familjen rosväxter. Utöver nominatformen finns också underarten P. s. simplex.

## Bildgalleri

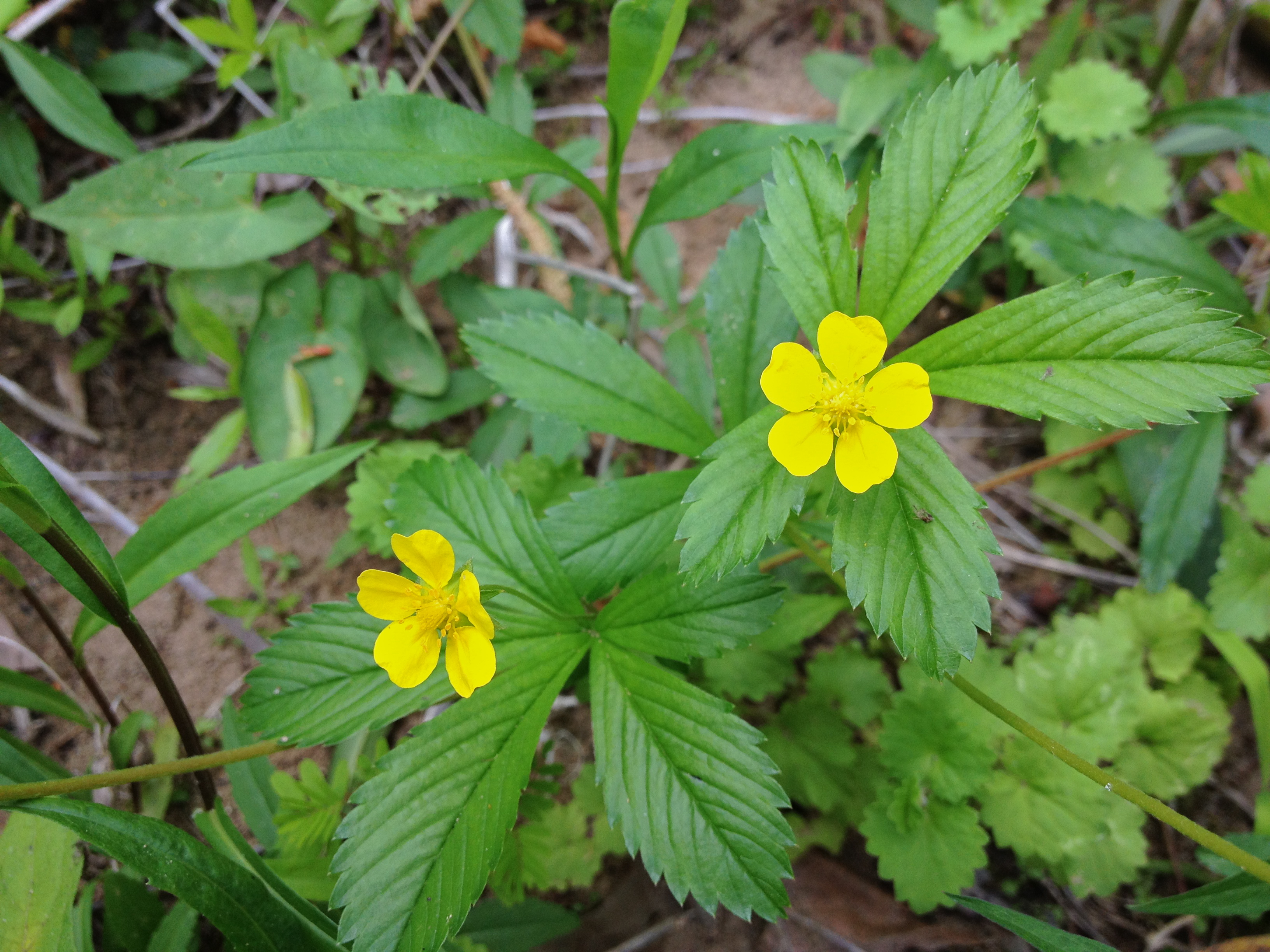
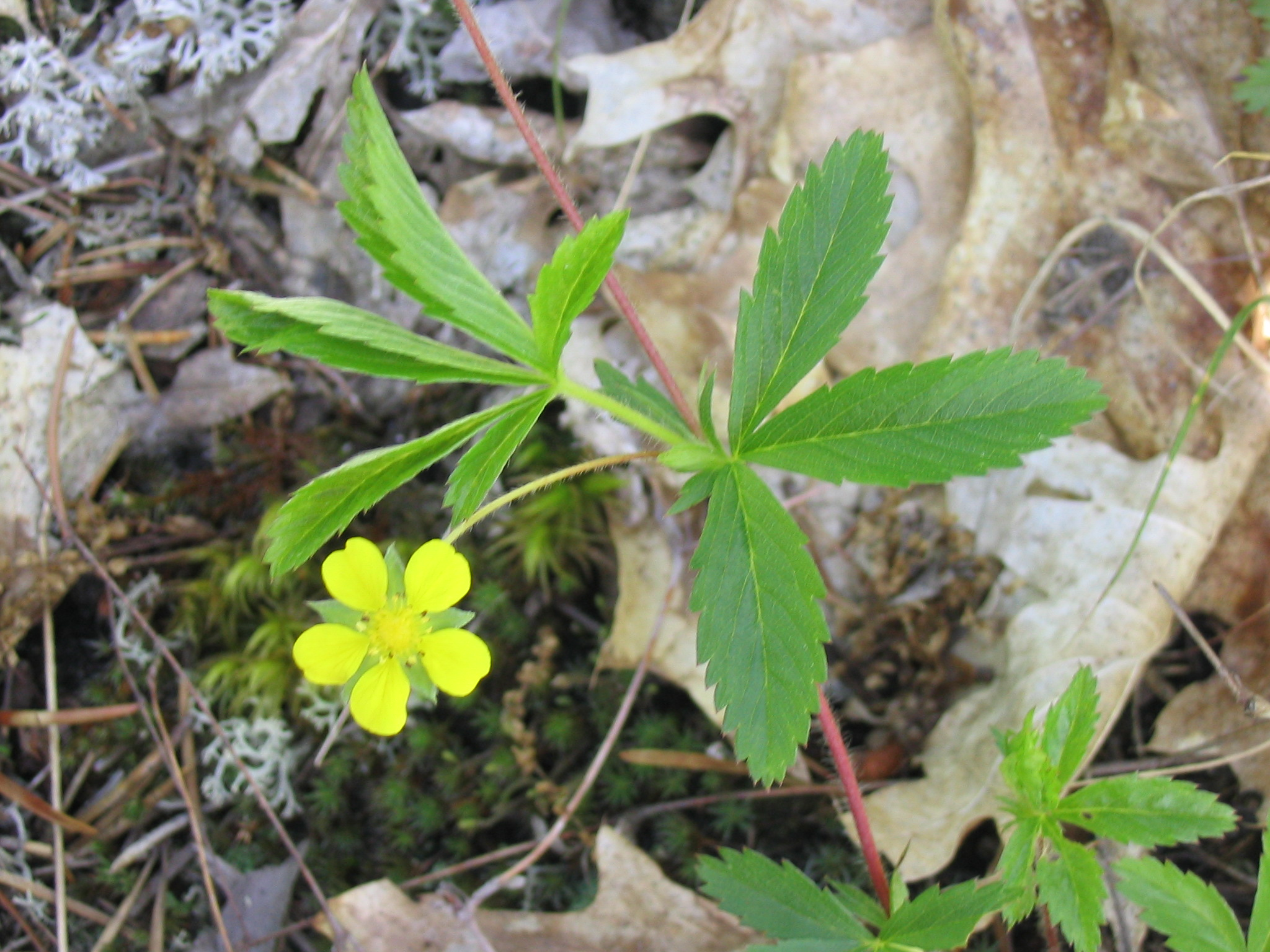
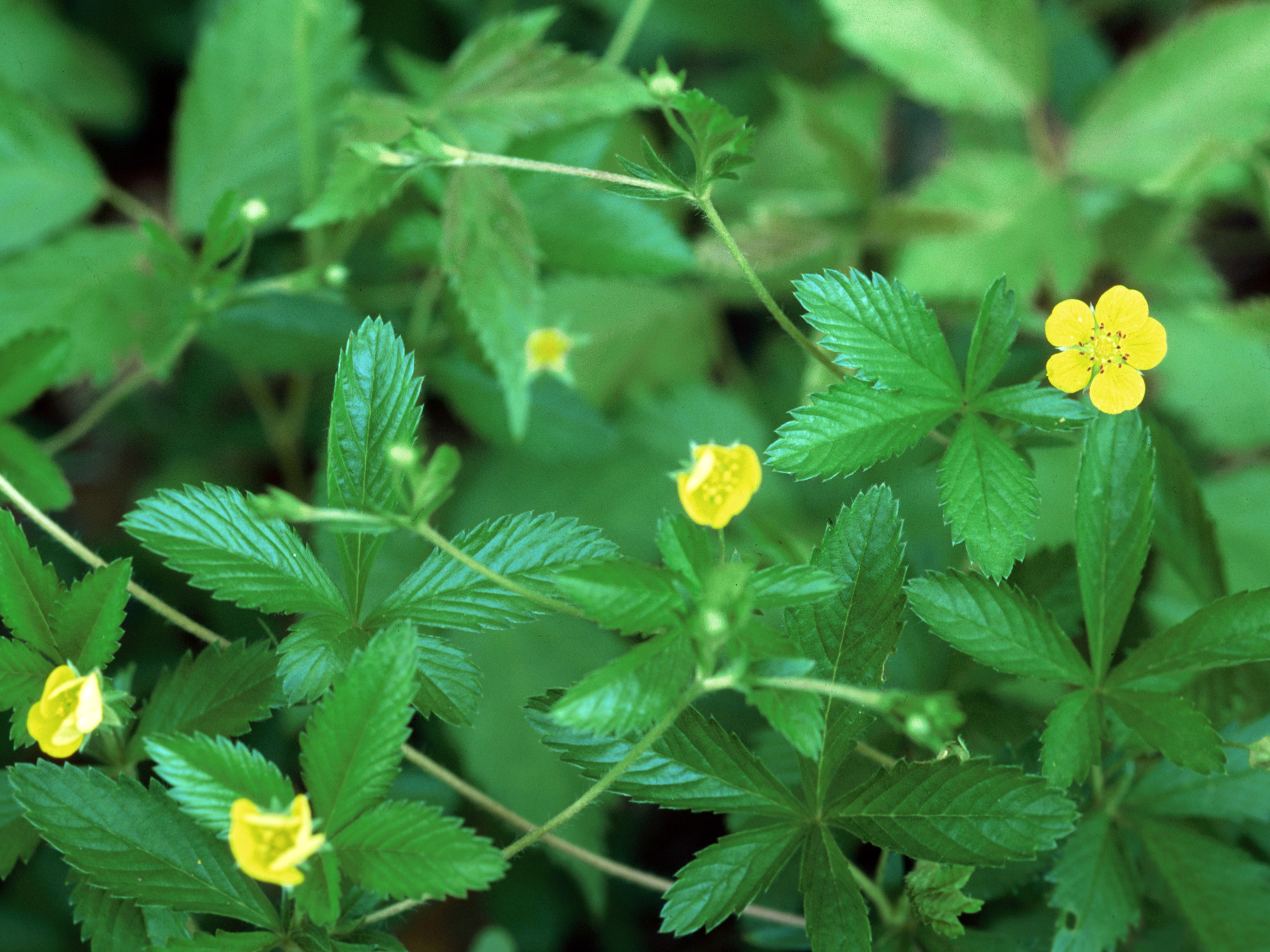
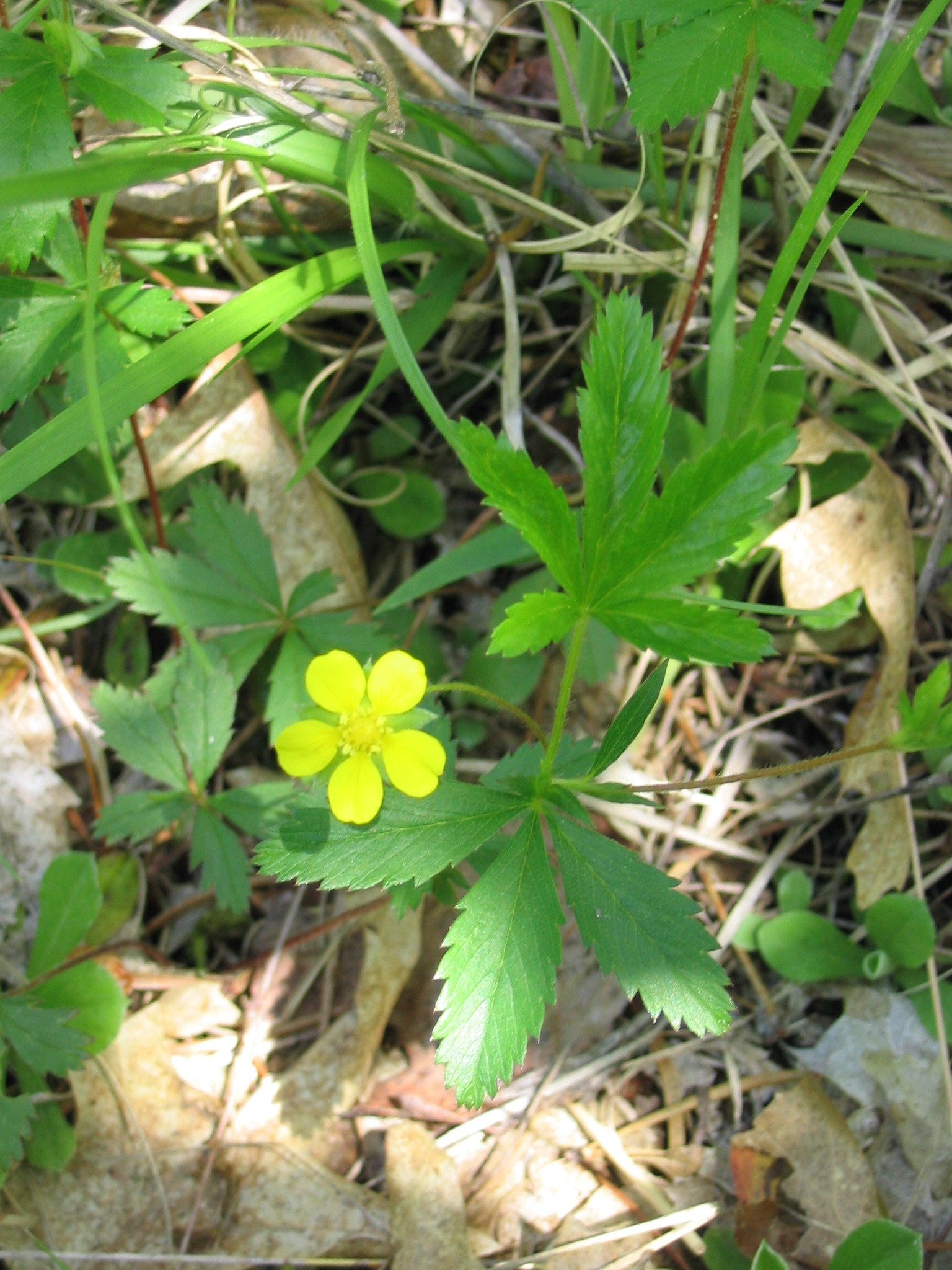
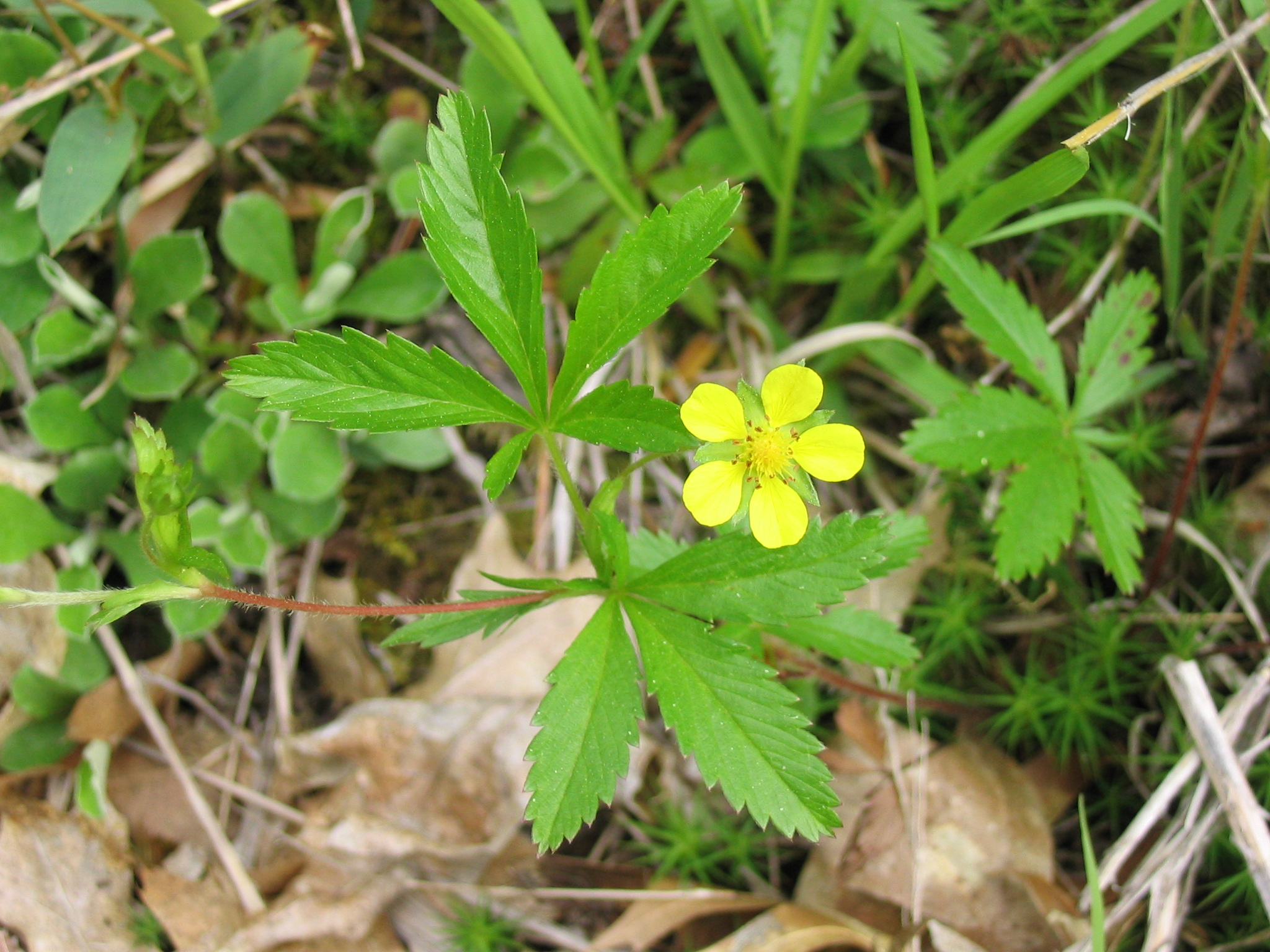
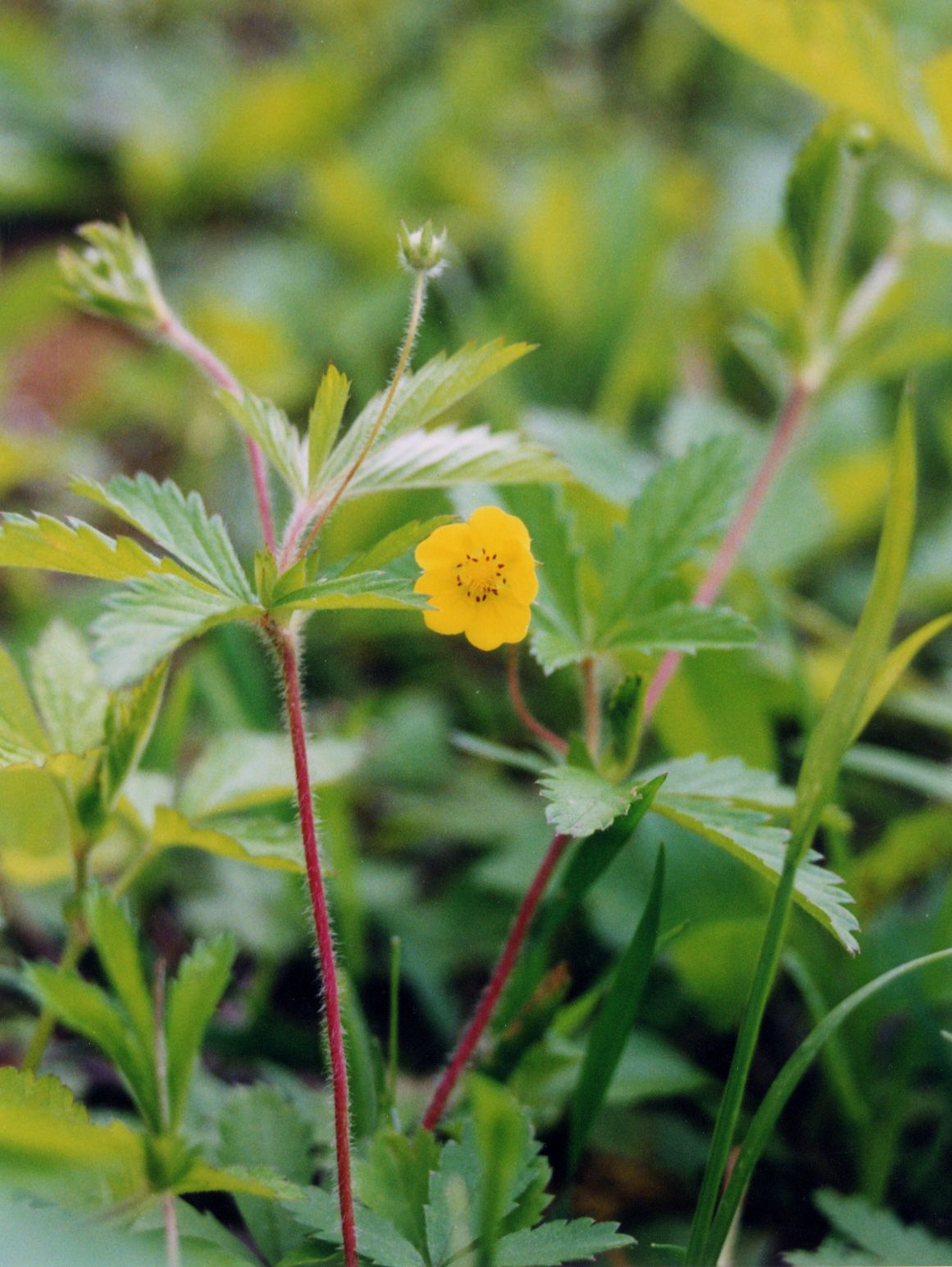